# Dirk Graswinckel

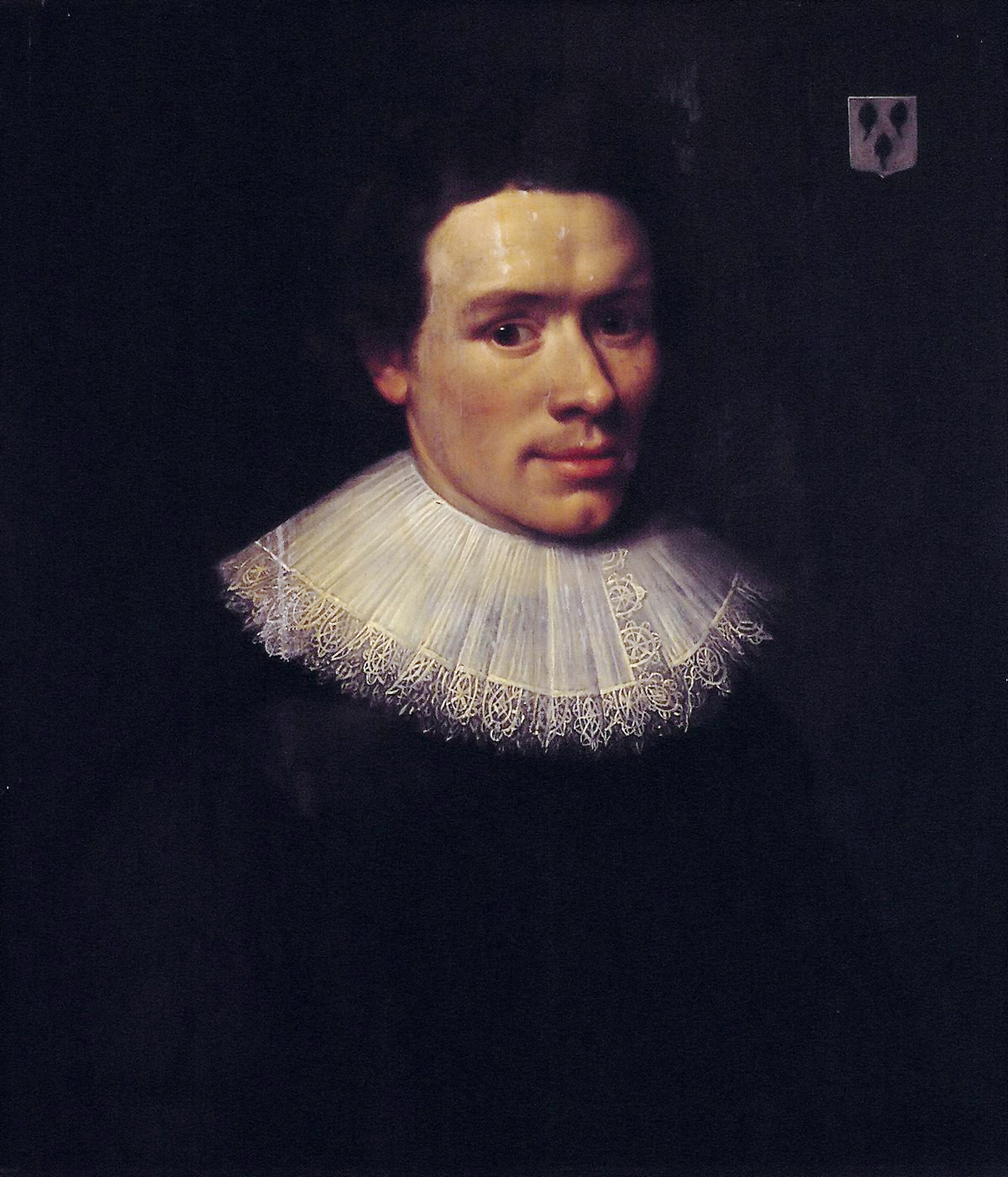
Dirk Graswinckel, (per Michiel Jansz van Mierevelt, 1623)

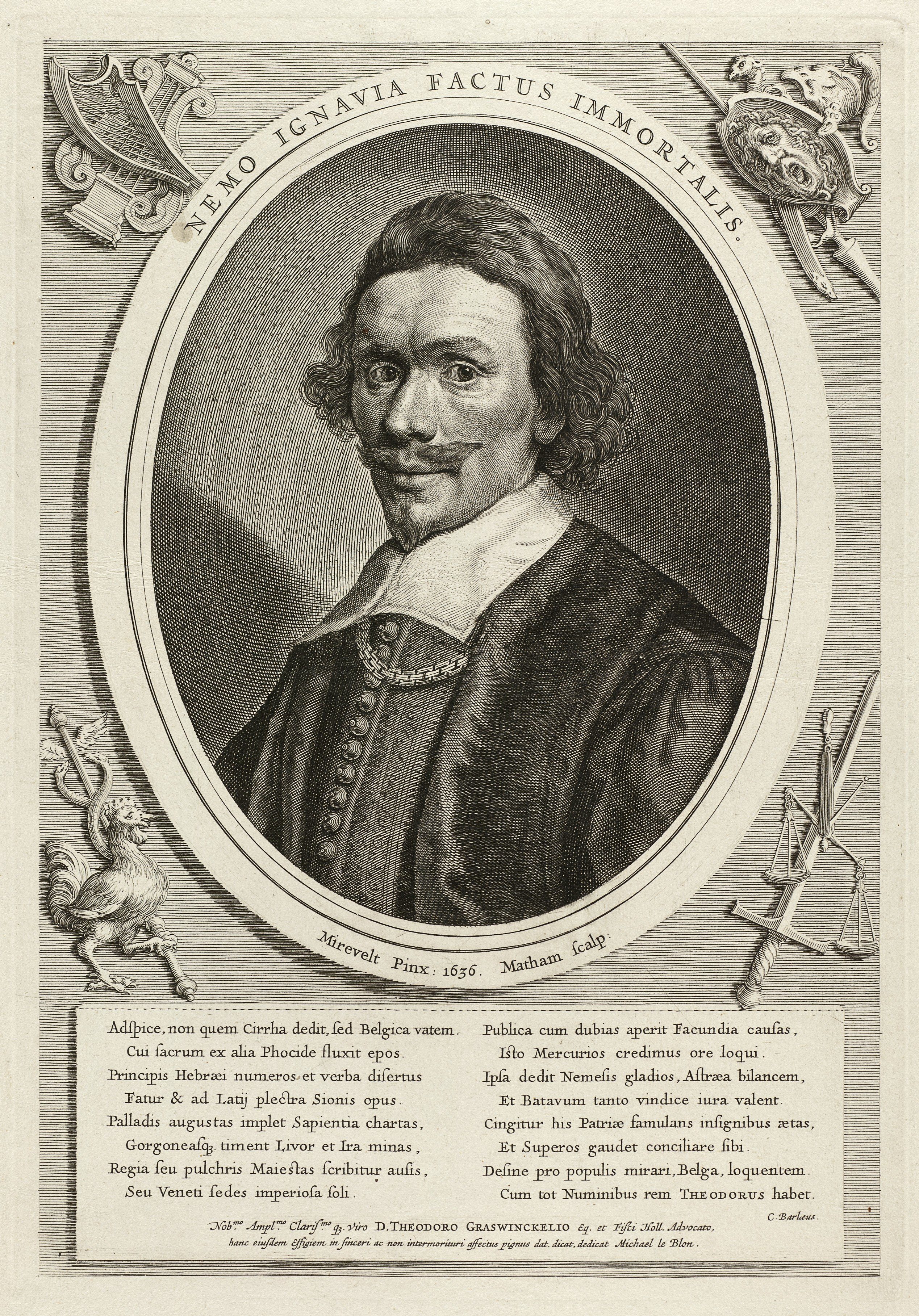
Dirk Graswinckel (1636)

Theodorus Johannes "Dirk" Graswinckel (Delft, 1 d'octubre de 1600 - Malines, 12 d'octubre de 1666) va ser un jurista holandès, un escriptor important sobre la llibertat dels mars. Va ser un polemista, que també va assolir un alt càrrec legal (Fiscal d'Holanda) on va assessorar Descartes. Va ser cosí i deixeble d'Hugo de Groot, a més de poeta i de traductor de Thomas à Kempis.

## Vida
Va néixer a Delft i va estudiar a la Universitat de Leiden. Es va unir a Grotius a París el 1624, i més tard el va defensar contra John De Felde.
Libertas Veneta (1634) va respondre a l'anònim pamflet antivenetí Squitinio della liberti veneta (1612). De fet, és també una resposta a un treball sobre dret marítim de William Welwod.
Maris liberi vindiciae va atacar Pietro Battista Borgo escrivint per a les pretensions genoveses al mar de Ligúria, però també es va enfrontar a John Selden sobre la reclamació britànica de les aigües territorials. El Mare Clausum de Selden s'havia publicat en una traducció anglesa el 1652, i ell va respondre l'any següent amb Ioannis Seldeni vindiciae secundum integritatem existimationis suae. De fet, Graswinckel havia enviat a Selden una crítica detallada en manuscrit el 1635.
El 1651 va publicar l'obra Placcaten, ordonnantien ende reglementen sobre l'economia de la regulació del comerç de cereals. Això venia en gran part pel costat del lliure comerç i del mecanisme de preus. Joseph Schumpeter va argumentar que aquesta va ser la primera declaració clara que els especuladors tenien un paper en l'estabilitat dels mercats de matèries primeres.
Va morir el 12 d'octubre de 1666 a Malines.

## Obres
- Libertas Veneta (1634)
- De Jure Majestatis (1642)
- Dissertatio de jure praecedentiae inter serenissimam Venetam Rempubl. & sereniss. Sabaudiae ducem (1644)
- Maris liberi vindiciae: adversus PB Burgum (1652)
- Stricturae ad censuram Joannis à Felden (1654)
- Nasporinge van het recht van de opperste macht toekomende d'Edele Groot Mogende Heeren Staten van Holland en Westvriesland (1667)